# 髙橋靖彦
髙橋 靖彦（たかはし やすひこ、1985年5月12日 - ）は、日本のラート競技選手。世界選手権男子個人総合優勝3度（史上最多）、種目別と団体戦を含めると10度の優勝🥇。全日本選手権11連覇中。現役選手として活動中。秋田ノーザンハピネッツ所属。

## 経歴
秋田県立角館高等学校では野球部に所属して内野手として活躍。筑波大学体育専門学群進学後も野球部に入部して20歳までは野球選手だったが、古傷の足首の怪我のため1年で退部し、体操部へと転部してラートに転向した。なお体操部は器械体操部とは異なり、一般体操を扱うクラブであった。斜転でのオリジナル技は地元の祭りでの掛け声から「オイサー・トルネード」と呼ばれている。現在オイサー・トルネード3まで開発されている。大学卒業後、ベネッセに一般就職するも、指導者を志して筑波大学大学院人間総合科学研究科体育学専攻を修了。2018年より秋田ノーザンハピネッツ所属。
世界トップのアスリートとして活動しながら、各地でコーチ活動や普及活動にも精力的に取り組んでいる。2019年4月に開催された、アジアで初となるラートの国際大会、「第9回世界ラートチームカップ 」の招致から準備まで奔走。選手として出場しつつ、大会の成功に大きく貢献した。
小学校のラート体験キャラバン、大学でのラートの授業など、各地で指導者として活躍している。
国際ラート連盟アスリート委員会委員を務めた（2018〜2021）。
地元、秋田県仙北市の観光大使も務める。（2023〜現在）

## 実績

### 世界タイトル
- 2013  アメリカ合衆国 シカゴ 個人総合（アジア人初）
- 2013  アメリカ合衆国 シカゴ 跳躍
- 2014  ドイツ ベルリン 団体
- 2015  イタリア リニャーノ・サッビアドーロ 個人総合（2連覇）
- 2015  イタリア リニャーノ・サッビアドーロ 直転
- 2015  イタリア リニャーノ・サッビアドーロ 跳躍
- 2016  アメリカ合衆国 シンシナティ 直転
- 2018  スイス マコラン 個人総合（史上最多3度目）
- 2018  スイス マコラン 跳躍
- 2018  スイス マコラン 斜転[7]